# Liste von Spiel-Engines
Dieser Artikel stellt eine Liste bekannter Spiel-Engines dar.

## Erklärung der Tabelle
- SE = Sound Engine eingebunden.
- NF = Netzwerk-Modul eingebunden.
- PE = Physik-Engine eingebunden.
- Kosten = Kosten einer kommerziellen Lizenz.
- .Net ist gleichbedeutend mit C#.Net VB.Net usw.

## Spiel-Engine-Liste
| Spiel-Engine                               | Entwickler                                                      | SE   | NF   | PE   | Eingabegeräte                                             | Plattform(en) | Grafik-API                                 | Lizenz                                    | Kosten                                                                  | Unterstützte Skriptsprachen                   | Verwendung der Engine in Spielen (Auswahl) |
| ------------------------------------------ | --------------------------------------------------------------- | ---- | ---- | ---- | --------------------------------------------------------- | --- | ------------------------------------------ | ----------------------------------------- | ----------------------------------------------------------------------- | --------------------------------------------- | --- |
| 3D GameStudio                              | Conitec                                                         | ja   | ja   | ja   | Tastatur Maus Joystick                                    | Windows | OpenGL DirectX                             | Proprietär                                | Kostenlos – 1.000$                                                      | lite-c C++ (Nur Extra, Commercial und Pro)    | Süpercan, CSIS, Adventures of Ambages, C4 Robot und weitere |
| Adventure Game Interpreter (AGI)           | Sierra Entertainment                                            | ja   | nein | nein | Tastatur Maus                                             | DOS Windows |                                            | Proprietär                                | Unbekannt                                                               | Game Assemble Language                        | King’s Quest, Police Quest, Space Quest, Donald Duck’s Playground, Leisure Suit Larry in the Land of the Lounge Lizards |
| Anvil (Scimitar, AnvilNext)                | Ubisoft                                                         | ja   | ja   | ja   | Tastatur Maus Gamepad                                     | Windows PlayStation 3 PlayStation 4 Xbox 360 Xbox One | DirectX                                    | Proprietär                                | Nicht zum Verkauf vorgesehen                                            | Unbekannt                                     | Assassin’s Creed Reihe, Tom Clancy’s Rainbow Six Siege, Steep, For Honor |
| Apex Engine                                | Avalanche Studios                                               | ja   | ja   | ja   | Tastatur Maus Gamepad                                     | Windows PlayStation 4 Xbox One | DirectX                                    | Proprietär                                | Unbekannt                                                               | Unbekannt                                     | Mad Max, Rage 2 |
| Aurora Engine                              | BioWare                                                         | ja   | nein | nein | Tastatur Maus                                             | Windows Linux macOS | DirectX                                    | Proprietär                                | Unbekannt                                                               | Unbekannt                                     | Neverwinter Nights, The Witcher |
| Bang! Engine                               | Ensemble Studios                                                | ja   | ja   | nein | Tastatur Maus                                             | Windows macOS |                                            | Proprietär                                | Nicht zum Verkauf vorgesehen                                            | Unbekannt                                     | Age of Mythology, Age of Empires III |
| Blender                                    | Blender Foundation                                              | ja   | nein | ja   | Tastatur Maus Joystick                                    | Linux macOS Windows | DirectX OpenGL                             | GPL                                       | Kostenlos                                                               | Python                                        | Yo Frankie |
| Blitz3D SDK                                | Blitz Research                                                  | ja   | ja   | nein | Tastatur Maus Joystick                                    | Linux Windows | DirectX OpenGL                             | Proprietär                                | 100$                                                                    | C C++ C# BlitzMax PureBasic                   | |
| Build-Engine                               | Ken Silverman                                                   | ja   | ja   | nein | Tastatur Maus                                             | DOS Windows Linux |                                            | Build Source Code License                 | Unbekannt                                                               | Unbekannt                                     | Duke Nukem 3D, Shadow Warrior, Blood, Exhumed, Witchaven-Reihe |
| C4 Game Engine                             | Terathon Software LLC                                           | ja   | ja   | ja   | Tastatur Maus Joystick                                    | macOS PlayStation 3 Windows | OpenGL                                     | Proprietär                                | 250$ – 2.500$                                                           | Boo JavaScript C#                             | City Bus Simulator 2010, World of Subways – Volume 1 und 2, GreySoul |
| Castle Game Engine                         | Michalis Kamburelis u. a.                                       | ja   | ja   | ja   | Tastatur Maus Touchscreen                                 | Android iOS Linux macOS Windows | OpenGL                                     | LGPL                                      | Kostenlos                                                               | Free Pascal Delphi                            | Escape from the Universe, The Unholy Society |
| Chrome Engine                              | Techland                                                        | ja   | ja   | ja   | Tastatur Maus Gamepad                                     | Windows PlayStation 3 Xbox 360 Linux MacOS PlayStation 4 Xbox One                                                                                           | DirectX                                    | Proprietär                                | Unbekannt                                                               | Unbekannt                                     | Chrome, Chrome SpecForce, Call of Juarez, Sniper: Ghost Warrior, Dead Island, Call of Juarez: Gunslinger, Dying Light |
| Clausewitz Engine                          | Paradox Development Studio                                      | ja   | ja   | nein | Tastatur Maus                                             | Windows macOS Linux | DirectX                                    | Proprietär                                | Nicht zum Verkauf vorgesehen                                            | Unbekannt                                     | Europa Universalis III und IV, Hearts of Iron III und IV, Victoria II und III, Crusader Kings II und III, Stellaris, Imperator: Rome |
| Cobra                                      | Frontier Developments                                           | ja   | ja   | ja   | Tastatur Maus Gamepad                                     | Windows Xbox One PlayStation 4 iOS Android | Unbekannt                                  | Proprietär                                | Unbekannt                                                               | Unbekannt                                     | RollerCoaster Tycoon 3, Elite: Dangerous, Planet Coaster, Planet Zoo |
| Cocos2D Cocos2d-x                          | Xiamen YAJI Software/Chukong                                    | ja   | ja   | ja   | Maus Tastatur Gamepad Touchscreen                         | iOS Android Linux macOS Windows | OpenGL OpenGL ES                           | MIT-Lizenz                                | Kostenlos                                                               | C++ Lua                                       | Fire Emblem Heroes, Castle Clash, Pokémon Masters EX, Family Guy: The Quest for Stuff |
| Creation Engine                            | Bethesda Game Studios basierend auf Gamebryo                    | ja   | ja   | ja   | Tastatur Maus Gamepad                                     | Windows PlayStation 3 Xbox 360 PlayStation 4 Xbox One Nintendo Switch PlayStation VR HTC Vive Oculus Rift Windows Mixed Reality                             | DirectX                                    | Proprietär                                | Nicht zum Verkauf vorgesehen                                            | Papyrus                                       | The Elder Scrolls V: Skyrim, Fallout 4, Fallout 76 |
| CryEngine                                  | Crytek                                                          | ja   | ja   | ja   | Tastatur Maus                                             | PlayStation 3 Windows Xbox 360 Xbox One | DirectX AMD Mantle                         | Proprietär                                | 5% Tantiemen                                                            | C# C++ Lua                                    | Far Cry, Crysis, Crysis Warhead, Crysis 2, Crysis 3 |
| Crystal Space                              | Crystal Space Team                                              | ja   | nein | ja   | Tastatur Maus Joystick                                    | Linux macOS Windows | OpenGL                                     | LGPL                                      | Kostenlos                                                               | C C++                                         | PlaneShift 3DMedia |
| Cube Engine                                | Wouter „Aardappel“ van Oortmerssen, u. a.                       | ja   | ja   | ja   | Tastatur Maus                                             | Linux macOS Windows | OpenGL                                     | zlib/libpng                               | Kostenlos                                                               | Cube Script                                   | Cube, AssaultCube, Death Illustrated |
| Delta3D                                    | GeekLog                                                         | ja   | ja   | ja   | Tastatur Maus Joystick Trackers                           | macOS Windows | OpenGL                                     | LGPL                                      | Kostenlos                                                               | C++                                           | Unbekannt |
| Doom-Engine bzw. id Tech 1                 | id Software                                                     | ja   | ja   | nein | Tastatur Gamepad Maus                                     | DOS Windows | OpenGL DirectX                             | GPL                                       | Kostenlos                                                               | Action Code Script (ACS)                      | Doom, Doom 2, Heretic, Hexen |
| Duality                                    | Adam’s Lair                                                     | ja   | nein | ja   | Tastatur Maus Joystick Gamepad                            | Windows | OpenGL                                     | MIT-Lizenz                                | Kostenlos                                                               | C#                                            | Onikira |
| Dunia Engine                               | Ubisoft Montreal                                                | ja   | ja   | ja   | Tastatur Maus Gamepad                                     | Windows Xbox 360 PlayStation 3 PlayStation 4 Xbox One | DirectX                                    | Proprietär                                | Nicht zum Verkauf vorgesehen                                            | Unbekannt                                     | Far-Cry-Reihe ab Teil 2 |
| DX Studio                                  | Worldweaver                                                     | ja   | ja   | ja   | Tastatur Maus Joystick                                    | Windows | DirectX                                    | Proprietär                                | Kostenlos                                                               | JavaScript                                    | |
| Eclipse Engine                             | BioWare                                                         | ja   | nein | nein | Tastatur Maus Gamepad                                     | Windows macOS Xbox 360 PlayStation 3 | DirectX                                    | Proprietär                                | Nicht zum Verkauf vorgesehen                                            |                                               | Dragon Age: Origins |
| Ego-Engine                                 | Codemasters                                                     | ja   | ja   | ja   | Tastatur Maus Gamepad Lenkrad                             | Windows Linux macOS Wii Wii U Nintendo Switch Xbox 360 Xbox One PlayStation 3 PlayStation 4                                                                 | DirectX OpenGL                             | Proprietär                                | Nicht zum Verkauf vorgesehen                                            |                                               | Colin-McRae:-Dirt-Reihe, Race-Driver:-GRID-Reihe, F1-Reihe (ab 2009), Operation Flashpoint: Dragon Rising, Operation Flashpoint: Red River |
| Flax Engine                                | Wojciech Figat                                                  | ja   | ja   | ja   | Tastatur Maus Gamepad Touch                               | Windows Linux macOS Xbox One Xbox Scarlett PlayStation 4 PlayStation 5 Switch Android iOS                                                                   | DirectX Vulkan Plattform nativ (z. B. PS4) | Flax EULA                                 | 4% Tantiemen > 250.000 $ Umsatz & Open-Source                           | C++ C#                                        | Unbekannt |
| Fledge                                     | Deck13                                                          | ja   | nein | ja   | Tastatur Maus Gamepad                                     | Windows Xbox One PlayStation 4 | DirectX Vulkan                             | Unbekannt                                 | Nicht zum Verkauf vorgesehen                                            | Unbekannt                                     | Jack Keane und das Auge des Schicksals, Lords of the Fallen, The Surge, The Surge 2 |
| Frostbite-Engine                           | Digital Illusions CE                                            | ja   | ja   | ja   | Tastatur Maus Joystick                                    | PlayStation 3 PlayStation 4 Windows Xbox 360 Xbox One | DirectX AMD Mantle                         | Unbekannt                                 | Nicht zum Verkauf vorgesehen                                            | C++                                           | Battlefield: Bad Company, Battlefield: Bad Company 2, Battlefield 3, Battlefield 4, Battlefield 1, Battlefield V, Need for Speed ab The Run, Battlefront, Battlefront II, FIFA-Reihe ab FIFA 17, Dragon Age: Inquisition, Mass Effect: Andromeda, Anthem                                        |
| G3D                                        | Morgan McGuire                                                  | nein | ja   | nein | Tastatur Maus Joystick                                    | Linux macOS Windows | OpenGL                                     | BSD                                       | Kostenlos                                                               | C++ GCC                                       | |
| Gamebryo                                   | Numerical Design Limited                                        | ja   | ja   | ja   | Tastatur Maus Gamepad                                     | GNU/Linux Windows Nintendo GameCube Wii PlayStation 2 PlayStation 3 Xbox Xbox 360                                                                           | DirectX OpenGL                             | Proprietär                                |                                                                         | C++                                           | The Elder Scrolls III: Morrowind, The Elder Scrolls IV: Oblivion, Fallout 3, Fallout: New Vegas, Civilization IV, Dark Age of Camelot, Bully: Die Ehrenrunde, Divinity 2, Micky Epic, LEGO Universe                                                                                             |
| Gameplay3D Engine                          | Blackberry                                                      | ja   | nein | ja   | Tastatur Maus Joystick Touchscreen                        | Android Blackberry iOS Linux macOS Windows | OpenGL OpenGL ES                           | Apache 2.0-Lizenz                         | Kostenlos                                                               | C++ [Lua]                                     | |
| GameMaker Studio 2                         | YoYoGames                                                       | ja   | ja   | ja   | Tastatur Maus Joystick Touchscreen                        | Android Blackberry iOS Linux macOS Windows | DirectX                                    | Unbekannt                                 | Non-Commercial License ist kostenlos, Lizenzen zwischen ca. 39-1.500$   | GML                                           | BROK the InvestiGator, Demetrios – The BIG Cynical Adventure, Gunpoint, Spelunky, Undertale |
| Genie Engine                               | Ensemble Studios                                                | ja   | ja   | nein | Tastatur Maus                                             | Windows macOS |                                            | Proprietär                                | Nicht zum Verkauf vorgesehen                                            | Unbekannt                                     | Age of Empires, Age of Empires II, Star Wars: Galactic Battlegrounds |
| Genome Engine                              | Piranha Bytes                                                   | ja   | nein | ja   | Tastatur Maus Gamepad                                     | Windows Xbox 360 PlayStation 3 PlayStation 4 Xbox One | DirectX                                    | Proprietär                                | Nicht zum Verkauf vorgesehen                                            | Unbekannt                                     | Gothic 3, Risen, Risen 2, Risen 3, ELEX, ELEX 2 |
| Glacier Engine                             | IO Interactive                                                  | ja   | ja   |      | Tastatur Maus Gamepad PlayStation VR                      | Windows Xbox Xbox 360 Xbox One Xbox Series PlayStation 2 PlayStation 3 PlayStation 4 PlayStation 5 GameCube MacOS Android Wii Nintendo DS Linux             | DirectX                                    | Proprietär                                | Nicht zum Verkauf vorgesehen                                            | C++                                           | Hitman: Codename 47, Hitman 2: Silent Assassin, Freedom Fighters, Hitman: Contracts, Hitman: Blood Money, Kane & Lynch: Dead Men, Mini Ninjas, Kane & Lynch 2: Dog Days, Hitman: Sniper Challenge, Hitman: Absolution, Hitman, Hitman 2, Hitman 3                                               |
| Godot                                      | Okam Studio                                                     | ja   | nein | ja   | Tastatur Maus Touchscreen                                 | Android iOS Linux MacOS PlayStation 3 PlayStation Vita Windows                                                                                              | OpenGL OpenGL ES                           | MIT-Lizenz                                | Kostenlos                                                               | GDScript C++ C# VisualScript                  | Brotato |
| GoldSrc                                    | Valve                                                           | ja   | ja   | ja   | Tastatur Maus Gamepad                                     | Windows Linux MacOS PlayStation 2 Xbox GameCube Game Boy Advance                                                                                            | OpenGL DirectX                             | Proprietär                                | Unbekannt                                                               |                                               | Half-Life, Team Fortress, Counter-Strike, 007: Nightfire, Enter the Matrix, Day of Defeat |
| GrimE (Grim Engine)                        | LucasArts                                                       | ja   | nein | nein | Tastatur Maus                                             | Windows macOS Linux |                                            | Proprietär                                | Unbekannt                                                               | Lua                                           | Grim Fandango, Flucht von Monkey Island |
| HeroEngine                                 | Simutronics                                                     | ja   | ja   | nein | Tastatur Maus                                             | Windows |                                            | Proprietär                                | ab 99$ pro Jahr                                                         | HeroScript Language (HSL)                     | Hero's Journey, Faxion Online, Star Wars: The Old Republic |
| Horde3D                                    | Nicolas Schulz                                                  | nein | nein | nein | Tastatur Maus Joystick                                    | Windows | OpenGL                                     | EPL                                       | Kostenlos                                                               | C++                                           | |
| id Tech 4                                  | id Software                                                     | ja   | ja   | ja   | Tastatur Maus Gamepad                                     | Windows Linux macOS Xbox PlayStation 3 Xbox 360 PlayStation 4 Xbox One Nintendo Switch                                                                      | OpenGL DirectX                             | Proprietär                                | Unbekannt                                                               |                                               | Doom 3, Quake 4, Prey, Enemy Territory: Quake Wars, Wolfenstein, Brink |
| id Tech 5                                  | id Software                                                     | ja   | ja   | ja   | Tastatur Maus Gamepad                                     | Windows macOS PlayStation 3 Xbox 360 PlayStation 4 Xbox One                                                                                                 | OpenGL DirectX                             | Proprietär                                | Unbekannt                                                               |                                               | Rage, Wolfenstein: The New Order, Wolfenstein: The Old Blood, The Evil Within |
| id Tech 6                                  | id Software                                                     | ja   | ja   | ja   | Tastatur Maus Gamepad                                     | Microsoft Windows PlayStation 4 Xbox One Nintendo Switch | OpenGL DirectX                             | Proprietär                                | Unbekannt                                                               |                                               | Doom (2016), Wolfenstein II: The New Colossus |
| id Tech 7                                  | id Software                                                     | ja   | ja   | ja   | Tastatur Maus Gamepad                                     | Microsoft Windows PlayStation 4 Xbox One Nintendo Switch | OpenGL DirectX                             | Proprietär                                | Unbekannt                                                               |                                               | Doom Eternal |
| Infinity Engine                            | BioWare                                                         | ja   | nein | nein | Tastatur Maus                                             | Windows macOS | DirectX                                    | Proprietär                                | Nicht zum Verkauf vorgesehen                                            |                                               | Baldur’s Gate, Baldur’s Gate II, Planescape: Torment, Icewind Dale |
| Irrlicht                                   | Nikolaus Gebhardt                                               | nein | nein | nein | Tastatur Maus Joystick                                    | Linux macOS Windows | DirectX OpenGL                             | zlib                                      | Kostenlos                                                               | .Net-Framework C++                            | SuperTuxKart |
| IW Engine                                  | Infinity Ward, Treyarch, Sledgehammer Games                     | ja   | ja   | ja   | Tastatur Maus Gamepad                                     | macOS PlayStation 3 PlayStation 4 Wii Wii U Windows Xbox 360 Xbox One                                                                                       | OpenGL DirectX                             | Proprietär                                | Unbekannt                                                               | Unbekannt                                     | Call-of-Duty-Reihe, Ein Quantum Trost |
| Jedi                                       | LucasArts                                                       | ja   | nein | nein | Tastatur Maus Gamepad                                     | DOS macOS PlayStation Windows |                                            | Proprietär                                | Unbekannt                                                               | Unbekannt                                     | Star Wars: Dark Forces, Outlaws |
| jMonkeyEngine                              | jME Core Team                                                   | ja   | ja   | ja   | Tastatur Maus Joystick Touchscreen                        | Android Linux macOS Windows Web | OpenGL                                     | New BSD License (Open Source)             | Kostenlos                                                               | Java                                          | Mythruna, PoisonVille, Rising World, CHAOS: In the Darkness, PirateHell, Project Wonderland, Skylimit Tycoon und weitere |
| jPCT/jPCT-AE                               | Helge Förster                                                   | nein | nein | ja   | Tastatur Maus Joystick Touchscreen                        | Android Linux macOS Windows Web | OpenGL/OpenGL ES                           | Proprietär                                | Kostenlos                                                               | Java                                          | Diverse |
| KRASS Engine                               | Massive Development / JoWooD (nach Aufkauf)                     | ja   | nein | ja   | Tastatur Maus                                             | Linux macOS Windows Konsolen | DirectX OpenGL                             | Proprietär                                | Unbekannt                                                               | C++                                           | Aquanox, SpellForce |
| LithTech                                   | Monolith Productions, Touchdown Entertainment                   | ja   | ja   | ja   | Tastatur Maus Gamepad                                     | Windows Xbox One PlayStation 4 Xbox 360 PlayStation 3 macOS Linux PlayStation 2                                                                             | DirectX, OpenGL                            | Proprietär                                | Unbekannt                                                               |                                               | Blood II, No One Lives Forever, Fear, Mittelerde: Mordors Schatten |
| Lumberyard                                 | Amazon                                                          | ja   | ja   | ja   | Tastatur Maus Gamepad HTC Vive Playstation VR             | PlayStation 4 Windows Xbox One | DirectX Vulkan                             | Proprietär(source-available)              | Kostenlos (Server-Gebühren bei Multiplayer Spielen)                     | C++ Lua Blueprint Scripting                   | Star Citizen |
| Lycium Engine                              | BioWare                                                         | ja   | nein | nein | Tastatur Maus Gamepad                                     | Windows macOS Xbox 360 PlayStation 3 | DirectX                                    | Proprietär                                | Nicht zum Verkauf vorgesehen                                            |                                               | Dragon Age 2 |
| MacVenture                                 | ICOM Simulations                                                | ja   | ja   | ja   | Maus Tastatur                                             | macOS |                                            | Proprietär                                | Unbekannt                                                               |                                               | Déjà Vu: A Nightmare Comes True, Uninvited, Shadowgate, Déjà Vu II: Lost in Las Vegas |
| Marmalade                                  | Marmalade Technologies Limited                                  | ja   | ja   | ja   | Tastatur Maus Joystick                                    | Android iOS macOS Web Windows Windows Phone |                                            | Unbekannt                                 | Unbekannt                                                               |                                               | Angry Birds POP!, SimCity: BuildIt |
| Nebula Device                              | Radon Labs                                                      | ja   | ja   | nein | Tastatur Maus Gamepad                                     | Windows Linux IRIX macOS Xbox | DirectX OpenGL                             | MIT-Lizenz                                | Unbekannt                                                               | Tcl Python Lua                                | Das Schwarze Auge: Drakensang, Drakensang: Am Fluss der Zeit, Drakensang Online |
| NeoAxis 3D                                 | NeoAxis Group Ltd.                                              | ja   | ja   | ja   | Tastatur Maus Joystick Kinect Xbox-360-Controller         | Linux (via Wine) macOS Windows | DirectX OpenGL                             | Proprietär                                | Non-Commercial License ist kostenlos, Lizenzen zwischen ca. 75 € – 765€ | C# C++ C                                      | Homura Combat, SickBrick, Project Warcry uvm. |
| Odyssey Engine                             | BioWare                                                         | ja   | nein | nein | Tastatur Maus Gamepad                                     | Windows Linux macOS Xbox | DirectX                                    | Proprietär                                | Unbekannt                                                               |                                               | Star Wars: Knights of the Old Republic, Star Wars: Knights of the Old Republic II |
| OGRE                                       | Torus Knot Software Ltd                                         | nein | nein | nein | Tastatur Maus Joystick                                    | Linux macOS Windows | DirectX OpenGL                             | LGPL OUL                                  | Kostenlos                                                               | C++ Python Java C# .NET                       | Jack Keane, Ankh, Ankh: Herz des Osiris, The Book of Unwritten Tales |
| OHRRPGCE                                   | James Paige                                                     | ja   | nein | ja   | Tastatur Maus Touchscreen                                 | Windows DOS Linux macOS Android | SDL DirectX                                | GPL                                       | Kostenlos                                                               | HamsterSpeak                                  | Diverse |
| OpenRA Engine                              | OpenRA Entwickler                                               | ja   | ja   | nein | Tastatur Maus                                             | Windows Linux macOS | SDL OpenGL OpenAL                          | GPLv3                                     | kostenlos                                                               | Lua                                           | Command & Conquer: Der Tiberiumkonflikt, Command & Conquer: Alarmstufe Rot, Dune 2000, Command & Conquer: Tiberian Sun, Command & Conquer: Alarmstufe Rot 2, Community Mods |
| oxygine                                    | Denis Muratshin                                                 | ja   | nein | nein | Tastatur Maus Joystick Gamepad Touchscreens               | Android iOS Linux macOS Web Windows | OpenGL OpenGL ES                           | MIT-Lizenz                                | Kostenlos                                                               | C++                                           | Match3Quest, ElementsBattle, BattlePaint |
| Panda3D                                    | Disney Carnegie Mellon University                               | nein | ja   | ja   | Tastatur Maus                                             | Linux Windows | DirectX OpenGL                             | BSD                                       | Kostenlos                                                               | C++ Python                                    | Disneys Toontown, Disneys Pinball, Disneys Pirates of Caribbean Sea |
| PlayCanvas                                 | PlayCanvas Ltd.                                                 | ja   | ja   | ja   | Tastatur Maus Touchscreen                                 | Windows Linux macOS iOS HTML5 Android | WebGL                                      | MIT                                       | Kostenlos / Abo mind. 15 $ / Monat                                      | JavaScript                                    | Fields of Fury, Brass, PocketVerse, Sherpa World, Mini Royale Nations |
| PLIB                                       | Steve J. Baker                                                  | ja   | ja   | nein | Tastatur Maus Joystick                                    | Linux macOS Windows | OpenGL                                     | LGPL                                      | Kostenlos                                                               | C++                                           | FlightGear, TORCS, TuxKart |
| Quake-Engine bzw. id Tech 2, id Tech 3     | id Software                                                     | ja   | ja   | ja   | Tastatur Maus                                             | Windows | OpenGL DirectX                             | GPL                                       | Kostenlos                                                               | QuakeC                                        | Quake-Reihe, Hexen II, Nexuiz, Warsow, Call of Duty und weitere |
| Quantum3                                   | High Voltage Software                                           | ja   | nein | nein | Wii-Fernbedienung Wii Nunchuck Gamepad                    | Wii PlayStation 2 PlayStation Portable |                                            | Proprietär                                | Unbekannt                                                               | Unbekannt                                     | Family Guy Video Game!, The Conduit |
| Quest3D                                    | Act-3D B.V.                                                     | ja   | nein | nein | Tastatur Maus                                             | Windows | DirectX                                    | Proprietär                                | Unbekannt                                                               | Lua                                           | Audiosurf, The Path |
| RE Engine                                  | Capcom                                                          | ja   | ja   | ja   | Tastatur Maus Gamepad Touch Oculus Rift/VR Playstation VR | PlayStation 4 Windows Xbox One | Unbekannt                                  | Unbekannt                                 | Unbekannt                                                               | Unbekannt                                     | Resident Evil 7: Biohazard, Resident Evil 2 Remake, Devil May Cry 5 |
| Redengine                                  | CD Projekt                                                      | ja   | nein | ja   | Tastatur Maus Gamepad                                     | Windows Xbox 360 macOS Linux PlayStation 4 Xbox One Nintendo Switch                                                                                         | OpenGL DirectX                             | Proprietär                                | Unbekannt                                                               |                                               | The Witcher 2, The Witcher 3, Cyberpunk 2077 |
| RenderWare                                 | Criterion Games, Electronic Arts                                | ja   | ja   | ja   | Tastatur Maus GamePad                                     | Windows macOS GameCube Wii Xbox Xbox 360 PlayStation 2 PlayStation 3 PlayStation Portable                                                                   | DirectX                                    | Proprietär                                | Unbekannt                                                               |                                               | Grand Theft Auto III, Grand Theft Auto: Vice City, Grand Theft Auto: San Andreas, Tony-Hawk's-Pro-Skater-Reihe, Burnout-Reihe, Persona 3 und 4 |
| Ren’Py                                     | PyTom                                                           | nein | nein | nein | Tastatur Maus                                             | Linux macOS Windows | OpenGL DirectX                             | MIT-Lizenz                                | Kostenlos                                                               | Python                                        | RE: Alistair |
| Rockstar Advanced Game Engine (RAGE)       | Rockstar Games                                                  | ja   | ja   | ja   | Tastatur Maus Gamepad                                     | Windows Xbox 360 PlayStation 3 Xbox One PlayStation 4 | DirectX                                    | Proprietär                                | Nicht zum Verkauf vorgesehen                                            | Unbekannt                                     | Grand Theft Auto IV, Grand Theft Auto V, Red Dead Redemption, Red Dead Redemption 2, Max Payne 3 |
| SAGE-Engine                                | Westwood Studios, Electronic Arts                               | ja   | ja   |      | Tastatur Maus                                             | Windows Mac OS | DirectX                                    | Proprietär                                | Nicht zum Verkauf vorgesehen                                            |                                               | Command & Conquer: Generäle, Der Herr der Ringe: Die Schlacht um Mittelerde, Der Herr der Ringe: Die Schlacht um Mittelerde 2, Command & Conquer 3: Tiberium Wars |
| Sauerbraten Engine                         | Wouter „Aardappel“ van Oortmerssen, Lee „Eihrul“ Salzman, u. a. | ja   | ja   | ja   | Tastatur Maus                                             | Linux macOS Windows | OpenGL                                     | zlib/libpng                               | Kostenlos                                                               | Cube Script                                   | Cube 2: Sauerbraten, Red Eclipse, Eisenstern und weitere |
| Shark 3D                                   | Spinor                                                          | ja   | nein | ja   | Tastatur Maus Touchscreen Gamepad                         | Linux Microsoft Windows Xbox Xbox 360 |                                            | Proprietär                                |                                                                         |                                               | Dreamfall, Windchaser |
| Sierra Creative Interpreter (SCI)          | Sierra Entertainment                                            | ja   | nein | nein | Tastatur Maus                                             | DOS Windows |                                            | Proprietär                                | Unbekannt                                                               |                                               | King’s-Quest-Remake, Police-Quest-Remake, Space-Quest-Remake, Quest-for-Glory-Remake, The Colonel’s Bequest, Der Dolch des Amon Ra |
| SLUDGE                                     | Hungry Software                                                 | ja   | nein | nein | Tastatur Maus                                             | Linux macOS Windows | OpenGL                                     | LGPL                                      | kostenlos                                                               | SLUDGE                                        | Out Of Order |
| Snowdrop Engine                            | Massive Entertainment, Ubisoft                                  | ja   | ja   | ja   | Tastatur Maus Gamepad                                     | Windows PlayStation 4 Xbox One | DirectX                                    | Proprietär                                | Nicht zum Verkauf vorgesehen                                            | Unbekannt                                     | Tom Clancy’s The Division, Tom Clancy’s The Division 2, South Park: Die rektakuläre Zerreißprobe, Mario + Rabbids: Kingdom Battle |
| Source                                     | Valve                                                           | ja   | ja   | ja   | Tastatur Maus Joystick                                    | Linux macOS PlayStation 3 Windows Xbox 360 | DirectX OpenGL Vulkan                      | Proprietär                                | Kostenlos                                                               | C++                                           | Half-Life 2, Counter-Strike: Source, Portal, Left 4 Dead, Postal III, Vampire: The Masquerade – Bloodlines, Titanfall-Serie und weitere |
| Spring (früher Total Annihilation: Spring) | Spring Community                                                | ja   | ja   | nein | Tastatur Maus                                             | Windows Linux macOS | OpenGL                                     | GPLv3                                     | Kostenlos                                                               | Lua                                           | Absolute Annihilation: Spring, Balanced Annihilation, XTA, Zero-K, Spring: 1944, Star Wars: Imperial Winter, The Cursed, Gundam RTS, Chicken Defense |
| SPUTM (SCUMM Presentation Utility TM)      | Lucasfilm Games                                                 | ja   | nein | nein | Tastatur Maus                                             | Amiga Apple II Atari ST C64 DOS NES FM Towns |                                            | Proprietär                                | Unbekannt                                                               | SCUMM                                         | Maniac Mansion, Zak McKracken and the Alien Mindbenders, Indiana Jones and the Last Crusade, LOOM, The Secret of Monkey Island, Monkey Island 2, Indiana Jones and the Fate of Atlantis, Day of the Tentacle, Sam & Max Hit the Road, Vollgas, The Dig, The Curse of Monkey Island              |
| Titanium                                   | Radical Entertainment                                           | ja   | ja   | ja   | Tastatur Maus Gamepad                                     | PlayStation Sega Saturn Windows PlayStation 2 GameCube PlayStation Portable Xbox Xbox 360 PlayStation 3 Wii                                                 |                                            | Proprietär                                | Unbekannt                                                               | Lua                                           | Prototype, Prototype 2 |
| Unigine                                    | Unigine Corp.                                                   | ja   | ja   | ja   | Tastatur Maus Joystick Gamepad Touchscreens               | Android iOS Linux macOS PlayStation 3 Windows | DirectX OpenGL OpenGL ES Playstation 3     | Proprietär                                | 15.000$ – 55.000$                                                       | UnigineScript                                 | Oil Rush |
| Unity                                      | Unity Technologies                                              | ja   | ja   | ja   | Tastatur Maus Joystick Gamepad                            | Android BlackBerry Google Native Client Flash Player iOS Linux macOS Nintendo 3DS Nintendo Switch PlayStation 3 PlayStation 4 Web Wii Windows Windows Phone | OpenGL DirectX Vulkan                      | Proprietär                                | Kostenlos / 1.500$                                                      | C#                                            | Pokémon Go, Cuphead, WolfQuest, Temple Run 2, Crossy Road, Cities: Skylines, Cities: Skylines II |
| Unreal Engine 1                            | Epic Games                                                      | ja   | ja   | ja   | Tastatur Maus Gamepad                                     | Linux macOS PlayStation 2 Windows Dreamcast | OpenGL DirectX                             | Proprietär                                |                                                                         | UnrealScript                                  | Unreal, Unreal Tournament, Deus Ex, Rune |
| Unreal Engine 2                            | Epic Games                                                      | ja   | ja   | ja   | Tastatur Maus Gamepad                                     | Linux macOS PlayStation 2 PlayStation 3 Windows Xbox Xbox 360 GameCube Wii                                                                                  | OpenGL DirectX                             | Proprietär                                |                                                                         | UnrealScript                                  | America’s Army, BioShock, BioShock 2, Deus Ex: Invisible War, Star Wars: Republic Commando, Tom Clancy’s Rainbow Six 3: Raven Shield, Tom Clancy’s Splinter Cell, Unreal Tournament 2003 und 2004                                                                                               |
| Unreal Engine 3                            | Epic Games                                                      | ja   | ja   | ja   | Tastatur Maus Gamepad                                     | Android iOS Linux macOS PlayStation 3 PlayStation 4 Windows Xbox 360 Xbox One                                                                               | OpenGL DirectX AMD Mantle                  | Proprietär                                | Kostenlos bei nicht kommerzieller Nutzung                               | UnrealScript                                  | Borderlands 2, Batman: Arkham Asylum, Gears of War, Mass Effect, BioShock Infinite, Thief 4, Rocket League, Tomb Raider, XCOM: Enemy Unknown, XCOM 2 |
| Unreal Engine 4                            | Epic Games                                                      | ja   | ja   | ja   | Tastatur Maus Gamepad Touch Oculus Rift/VR                | Windows Linux macOS PlayStation 5 PlayStation 4 Xbox Series X Xbox One Nintendo Switch SteamOS Google Stadia Android iOS AR VR HTML5                        | OpenGL DirectX Vulkan                      | Proprietär                                | 5% Tantiemen                                                            | Blueprint Scripting C++ C# (Nur Buildscripts) | Ark: Survival Evolved, Borderlands 3, eFootball, Fortnite, Little Nightmares, Little Nightmares 2, PlayerUnknown’s Battlegrounds, Star Wars Jedi: Fallen Order, Tekken 7, Tropico 6 |
| Unreal Engine 5                            | Epic Games                                                      | ja   | ja   | ja   | Tastatur Maus Gamepad Touch OpenXR                        | Windows Linux macOS PlayStation 5 PlayStation 4 Xbox Series X Xbox One Nintendo Switch SteamOS Google Stadia Android iOS AR VR                              | OpenGL DirectX Vulkan Metal                | Proprietär                                | 5% Tantiemen > 1 Million $ Umsatz                                       | C++ Blueprint Scripting                       | Fortnite, S.T.A.L.K.E.R. 2: Heart of Chornobyl, Black Myth: Wukong, The Witcher 4: A New Saga Begins |
| Virtual Theatre                            | Revolution Software                                             |      | nein | nein | Maus                                                      | Windows |                                            | Proprietär                                |                                                                         |                                               | Lure of the Temptress, Beneath a Steel Sky, Baphomets Fluch |
| Vision                                     | Trinigy, Havok                                                  | ja   | ja   | ja   | Tastatur Maus Gamepad                                     | Windows Xbox 360 PlayStation 3 Nintendo Wii Wii U iOS Android PlayStation Vita                                                                              | DirectX                                    | Proprietär                                | Unbekannt                                                               |                                               | Lula 3D, Desperados 2, Helldorado, Die Siedler 7, Arcania, Grotesque Tactics: Evil Heroes, Stronghold 3, Orcs Must Die! 1 und 2, World of Subways 3 und 4, City Bus Simulator München, Giana Sisters: Twisted Dreams, Das Schwarze Auge: Demonicon, Stronghold Crusader 2, Modern Combat Versus |
| Visual Pinball                             | Randy Davis u. A.                                               | ja   | nein | ja   | Tastatur Gamepad                                          | Windows | DirectX                                    | M.A.M.E.-Lizenz (Freeware mit Sourcecode) | Kostenlos                                                               | C++                                           | |
| XnGine                                     | Bethesda Softworks                                              | ja   | nein | nein | Tastatur Maus                                             | DOS Windows |                                            | Proprietär                                | Nicht zum Verkauf vorgesehen                                            | Unbekannt                                     | The Terminator: Future Shock, The Elder Scrolls II: Daggerfall, An Elder Scrolls Legend: Battlespire, The Elder Scrolls Adventures: Redguard |
| ZenGine                                    | Mad Scientists, Piranha Bytes                                   | ja   | nein | ja   | Tastatur Maus                                             | Windows | DirectX                                    | Proprietär                                | Nicht zum Verkauf vorgesehen                                            | Daedalus                                      | Gothic, Gothic II |
| Zero                                       | Pandemic Studios                                                | ja   | ja   | ja   | Tastatur Maus                                             | Windows macOS PlayStation 2 Xbox PlayStation Portable PlayStation 3 Xbox 360                                                                                |                                            | Proprietär                                | Nicht zum Verkauf vorgesehen                                            | Unbekannt                                     | Battlezone II: Combat Commander, Dark Reign 2, Star Wars: Battlefront, Star Wars: Battlefront II, Der Herr der Ringe: Die Eroberung |
| Spiel-Engine                               | Entwickler                                                      | SE   | NF   | PE   | Eingabegeräte                                             | Plattform(en) | Grafik-API                                 | Lizenz                                    | Kosten                                                                  | Unterstützte Skriptsprachen                   | Verwendung der Engine in Spielen (Auswahl) |